# Lengua de señas danesa
La lengua de señas danesa (en danés: Dansk tegnsprog o DTS) es la lengua de señas usada en Dinamarca con alrededor de 5.000 usuarios.

## Clasificación
Henri Wittmann (1991) asignó la lengua de señas danesa a la familia de la lengua de señas francesa debido a la semejanza de vocabulario. Peter Atke Castberg estudió la educación para personas sordas en Europa por dos años (1803–1805), incluso con l'Épée en el Institut National de Jeunes Sourds de París, y estableció la primera escuela para personas sordas en Dinamarca en 1807, donde se desarrolló la lengua de señas danesa (DTS). La relación exacta entre la DTS y la lengua de señas antigua francesa (Vieille langue des signes française, o VLSF) no es entendida; Castberg fue crítico respecto a las 'señas metódicas' de l'Épée, pero fue receptivo a la lengua de señas local en 1807, y por eso es posible que introdujera señas de la VLSF a una lengua local preexistente (o lenguaje de señas caseras) en vez de derivando la DTS de la VLSF. En cualquier caso, Castberg introdujo un alfabeto manual de una sola mano en 1808 que estaba basado en el alfabeto manual español. En 1977, la Asociación Danesa de Personas Sordas adoptó el alfabeto manual internacional, el cual era casi una copia exacta del alfabeto manual con diferencias menores y señas adicionales para las letras æ, ø y å.
Se considera la lengua de señas noruega una descendencia de la DTS. Sin embargo, puede ser una mezcla de la DTS y una lengua de señas indígena, situación paralela a la de la lengua de señas sueca y la finlandesa.
La lengua de señas islandesa es más cercana; un grupo de 37% de señas analizadas (Aldersson 2006) fueron completamente diferentes en estructura y una cantidad de 16% más fueron similares pero no iguales. La lengua de señas feroesa y la groenlandesa son más claramente dialectos de la DTS.